# Nationella stridskrafterna

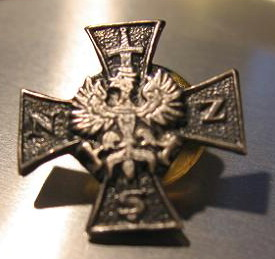
Mössmärke för NSZ.

Nationella stridskrafterna (polska: Narodowe Siły Zbrojne, NSZ) var en polsk antikommunistisk, antinazistisk och nationalkonservativ motståndsrörelse under andra världskriget. 

## Tillkomst
Organisationen bildades 1942 genom en sammanslagning av OW-ZJ och NOW. Båda de tidigare rörelserna härstammade ur de politiska formationerna inom den nationalkonservativa och antisemitiska rörelsen Nationell demokrati – NOW ur det nationalkonservativa Polens nationella parti och OW-ZJ ur det fascistiskt inspirerade National-radikala lägret.Sedan 1944 inordnades en fraktion av NSZ som en till vissa delar självständig avdelning av Armia Krajowa. Denna fraktion som ursprungligen kom från NOW gick sedan under namnet NSZ-AK. Den fraktion som inte ville ingå i Armia Krajowa kom huvudsakligen från OW-ZJ och gick därefter under beteckning NSZ-ZJ.

## Storlek
NSZ hade vid bildandet 75 000 medlemmar.

## Motståndare
NSZ bekämpade den tyska ockupationsmakten, sovjetiska gerillakrigare och Röda armén samt inhemska polska kommunister. Som hämnd för att motståndsmän från NSZ hade skjutits av sovjetiska gerillakrigare, avväpnade NSZ 1943 en enhet från Armia Ludowa och sköt ihjäl dem.

## Avveckling

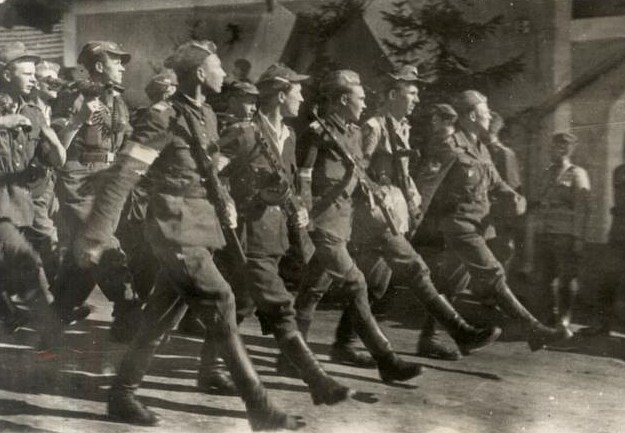
Brygada Świętokrzyska paraderar 1945.

I januari 1945 kunde Brygada Świętokrzyska (det heliga korsets brigad) från NSZ-ZJ med tyst samförstånd från den tyska armén retirera till Böhmen-Mähren inför den framryckande Röda armén. Där befriade de den 5 maj 1945 fångarna i koncentrationslägret Holeischen i Holýšov. Strax därefter ankom de första amerikanska trupperna vilka betraktade brigaden som allierade. Den förlades senare till Bayern och användes för bevakning av tyska krigsfångar.
De i Polen kvarvarande delarna av NSZ förenade sig med andra nationella motståndsrörelser och bekämpade den kommunistiska regeringen ända till mitten av 1950-talet.

## Övergrepp
Under inflytande från katolska präster begick medlemmar av NSZ (Narodowe Siły Zbrojne) fruktansvärda övergrepp mot Jehovas vittnen i Polen.  En granskning år 1947 av handlingar som förövats mot Jehovas vittnen för att försöka omvända dem till katolicismen visar att 4000 personer hade blivit misshandlade – 60 av dem mördade. Narodowe Siły Zbrojne hade satt i gång omkring 800 angrepp mot Jehovas vittnen i deras hem. Det här var alltså år 1947, bara 2 år efter krigsslutet. Polen hade då knappt 7000 aktiva Jehovas vittnen och denna förföljelse bara fortsatte. Även de polska myndigheterna gjorde sig skyldiga till svåra övergrepp. 